# 15.ª etapa do Tour de France de 2020
A 15.ª etapa do Tour de France de 2020 desenvolveu-se a 13 de setembro de 2020 entre Lyon e Grand Colombier sobre um percurso de 174,5 km e foi vencida por esloveno Tadej Pogačar da equipa UAE Emirates, quem com esta vitória, completo o seu segundo triunfo de etapa na presente edição do Tour. O também esloveno Primož Roglič manteve a liderança outro dia mais.

## Classificação da etapa
| \| Classificação por etapas \| Classificação por etapas \| Classificação por etapas \| Classificação por etapas \| Classificação por etapas \| \| Ciclista \| Ciclista \| Equipe \| Tempo \| \| \| ------------------------ \| ------------------------ \| ------------------------ \| ------------------------ \| ------------------------ \| \| 1. \| Tadej Pogačar \| UAE Team Emirates \| 4h34m13s \| \| \| 2. \| Primož Roglič \| Jumbo-Visma \| + 0s \| \| \| 3. \| Richie Porte \| Trek-Segafredo \| + 5s \| \| \| 4. \| Miguel Ángel López \| Astana \| + 8s \| \| \| 5. \| Enric Mas \| Movistar Team \| + 15s \| \| \| 6. \| Sepp Kuss \| Jumbo-Visma \| + 15s \| \| \| 7. \| Mikel Landa \| Bahrain McLaren \| + 15s \| \| \| 8. \| Adam Yates \| Mitchelton-Scott \| + 15s \| \| \| 9. \| Rigoberto Urán \| EF Pro Cycling \| + 18s \| \| \| 10. \| Alejandro Valverde \| Movistar Team \| + 24s \| \| |                    |                   |          |
| |                    |                   |          |
| Fonte: ProCyclingStats |                    |                   |          |
| Classificação por etapas |                    |                   |          |
| Ciclista | Ciclista           | Equipe            | Tempo    |
| 1. | Tadej Pogačar      | UAE Team Emirates | 4h34m13s |
| 2. | Primož Roglič      | Jumbo-Visma       | + 0s     |
| 3. | Richie Porte       | Trek-Segafredo    | + 5s     |
| 4. | Miguel Ángel López | Astana            | + 8s     |
| 5. | Enric Mas          | Movistar Team     | + 15s    |
| 6. | Sepp Kuss          | Jumbo-Visma       | + 15s    |
| 7. | Mikel Landa        | Bahrain McLaren   | + 15s    |
| 8. | Adam Yates         | Mitchelton-Scott  | + 15s    |
| 9. | Rigoberto Urán     | EF Pro Cycling    | + 18s    |
| 10. | Alejandro Valverde | Movistar Team     | + 24s    |

## Classificações ao final da etapa

### Classificação geral(Maillot Jaune)
| \| Classificação geral \| Classificação geral \| Classificação geral \| Classificação geral \| Classificação geral \| \| Ciclista \| Ciclista \| Equipe \| Tempo \| \| \| ------------------- \| ------------------- \| ------------------- \| ------------------- \| ------------------- \| \| 1. \| Primož Roglič \| Jumbo-Visma \| 65h37m09s \| \| \| 2. \| Tadej Pogačar \| UAE Team Emirates \| + 40s \| \| \| 3. \| Rigoberto Urán \| EF Pro Cycling \| + 1m34s \| \| \| 4. \| Miguel Ángel López \| Astana \| + 1m45s \| \| \| 5. \| Adam Yates \| Mitchelton-Scott \| + 2m03s \| \| \| 6. \| Richie Porte \| Trek-Segafredo \| + 2m13s \| \| \| 7. \| Mikel Landa \| Bahrain McLaren \| + 2m16s \| \| \| 8. \| Enric Mas \| Movistar Team \| + 3m15s \| \| \| 9. \| Nairo Quintana \| Arkéa-Samsic \| + 5m08s \| \| \| 10. \| Tom Dumoulin \| Jumbo-Visma \| + 5m12s \| \| |                    |                   |           |
| |                    |                   |           |
| Fonte: ProCyclingStats |                    |                   |           |
| Classificação geral |                    |                   |           |
| Ciclista | Ciclista           | Equipe            | Tempo     |
| 1. | Primož Roglič      | Jumbo-Visma       | 65h37m09s |
| 2. | Tadej Pogačar      | UAE Team Emirates | + 40s     |
| 3. | Rigoberto Urán     | EF Pro Cycling    | + 1m34s   |
| 4. | Miguel Ángel López | Astana            | + 1m45s   |
| 5. | Adam Yates         | Mitchelton-Scott  | + 2m03s   |
| 6. | Richie Porte       | Trek-Segafredo    | + 2m13s   |
| 7. | Mikel Landa        | Bahrain McLaren   | + 2m16s   |
| 8. | Enric Mas          | Movistar Team     | + 3m15s   |
| 9. | Nairo Quintana     | Arkéa-Samsic      | + 5m08s   |
| 10. | Tom Dumoulin       | Jumbo-Visma       | + 5m12s   |

### Classificação por pontos(Maillot Vert)
| Classificação por pontos | Classificação por pontos | Classificação por pontos         | Classificação por pontos | Classificação por pontos |
| Ciclista                 | Ciclista                 | Equipe                           | Pontos                   |                          |
| ------------------------ | ------------------------ | -------------------------------- | ------------------------ | ------------------------ |
| 1.                       | Sam Bennett              | Deceuninck-Quick Step            | 269 pts                  |                          |
| 2.                       | Peter Sagan              | Bora-Hansgrohe                   | 224 pts                  |                          |
| 3.                       | Matteo Trentin           | CCC Team                         | 189 pts                  |                          |
| 4.                       | Bryan Coquard            | B&B Hotels-Vital Concept p/b KTM | 166 pts                  |                          |
| 5.                       | Caleb Ewan               | Lotto-Soudal                     | 158 pts                  |                          |
| 6.                       | Wout van Aert            | Jumbo-Visma                      | 131 pts                  |                          |
| 7.                       | Michael Mørkøv           | Deceuninck-Quick Step            | 112 pts                  |                          |
| 8.                       | Julian Alaphilippe       | Deceuninck-Quick Step            | 108 pts                  |                          |
| 9.                       | Alexander Kristoff       | UAE Team Emirates                | 100 pts                  |                          |
| 10.                      | Tadej Pogačar            | UAE Team Emirates                | 97 pts                   |                          |

### Classificação da montanha(Maillot à Pois Rouges)
| Classificação da montanha | Classificação da montanha | Classificação da montanha        | Classificação da montanha | Classificação da montanha |
| Ciclista                  | Ciclista                  | Equipe                           | Pontos                    |                           |
| ------------------------- | ------------------------- | -------------------------------- | ------------------------- | ------------------------- |
| 1.                        | Benoît Cosnefroy          | AG2R La Mondiale                 | 36 pts                    |                           |
| 2.                        | Tadej Pogačar             | UAE Team Emirates                | 34 pts                    |                           |
| 3.                        | Primož Roglič             | Jumbo-Visma                      | 33 pts                    |                           |
| 4.                        | Nans Peters               | AG2R La Mondiale                 | 31 pts                    |                           |
| 5.                        | Marc Hirschi              | Team Sunweb                      | 31 pts                    |                           |
| 6.                        | Pierre Rolland            | B&B Hotels-Vital Concept p/b KTM | 26 pts                    |                           |
| 7.                        | Jesús Herrada             | Cofidis                          | 25 pts                    |                           |
| 8.                        | Michael Gogl              | NTT Pro Cycling                  | 24 pts                    |                           |
| 9.                        | Toms Skujiņš              | Trek-Segafredo                   | 24 pts                    |                           |
| 10.                       | Quentin Pacher            | B&B Hotels-Vital Concept p/b KTM | 21 pts                    |                           |

### Classificação do melhor jovem(Maillot Blanc)
| Classificação dos jovens | Classificação dos jovens | Classificação dos jovens | Classificação dos jovens | Classificação dos jovens |
| Ciclista                 | Ciclista                 | Equipe                   | Tempo                    |                          |
| ------------------------ | ------------------------ | ------------------------ | ------------------------ | ------------------------ |
| 1.                       | Tadej Pogačar            | UAE Team Emirates        | 65h37m47s                |                          |
| 2.                       | Enric Mas                | Movistar Team            | + 2m35s                  |                          |
| 3.                       | Egan Bernal              | Ineos Grenadiers         | + 7m45s                  |                          |
| 4.                       | Valentin Madouas         | Groupama-FDJ             | + 1h19m37s               |                          |
| 5.                       | Daniel Felipe Martínez   | EF Pro Cycling           | + 1h23m40s               |                          |
| 6.                       | Harold Tejada            | Astana                   | + 1h33m09s               |                          |
| 7.                       | David Gaudu              | Groupama-FDJ             | + 1h46m19s               |                          |
| 8.                       | Lennard Kämna            | Bora-Hansgrohe           | + 1h48m32s               |                          |
| 9.                       | Neilson Powless          | EF Pro Cycling           | + 1h59m10s               |                          |
| 10.                      | Marc Hirschi             | Team Sunweb              | + 2h06m05s               |                          |

### Classificação por equipas(Classement par Équipe)
| Classificação por equipes | Classificação por equipes | Classificação por equipes | Classificação por equipes |
| Equipe                    | Equipe                    | Tempo                     |                           |
| ------------------------- | ------------------------- | ------------------------- | ------------------------- |
| 1.                        | Movistar Team             | 97h04m16s                 |                           |
| 2.                        | Jumbo-Visma               | + 14m50s                  |                           |
| 3.                        | EF Pro Cycling            | + 26m15s                  |                           |
| 4.                        | Bahrain McLaren           | + 37m43s                  |                           |
| 5.                        | Trek-Segafredo            | + 45m09s                  |                           |
| 6.                        | Ineos Grenadiers          | + 53m39s                  |                           |
| 7.                        | Astana                    | + 53m43s                  |                           |
| 8.                        | AG2R La Mondiale          | + 1h21m41s                |                           |
| 9.                        | Mitchelton-Scott          | + 1h58m50s                |                           |
| 10.                       | Arkéa-Samsic              | + 2h05m40s                |                           |

## Abandonos
- Sergio Higuita por uma queda durante a etapa.[2]